# 林岑贝格
林岑贝格是德国莱茵兰-普法尔茨州的一个市镇。总面积11.33平方公里，总人口298人，其中男性156人，女性142人（2011年12月31日），人口密度26人/平方公里。